# Nia Vardalos
Antonia Eugenia "Nia" Vardalos (Grieks: Αντωνία Ευγενία "Νία" Βαρντάλος) (Winnipeg, 24 september 1962) is een Canadees-Amerikaanse actrice en scriptschrijfster van Griekse afkomst. Ze werd voor My Big Fat Greek Wedding genomineerd voor een Academy Award voor het schrijven van het verhaal, voor een Golden Globe voor het spelen van de hoofdrol en voor Golden Satellite Awards voor beide activiteiten. Vardalos debuteerde in 2009 als regisseuse met I Hate Valentine's Day.
Vardalos was al een aantal jaar actief in de televisie- en filmwereld toen ze in 2002 doorbrak met het schrijven van de romantische komedie My Big Fat Greek Wedding, waarin ze zelf tevens de hoofdrol speelde. Dit nadat ze hetzelfde verhaal eerder opvoerde als solo-toneelvoorstelling. Voor het verhaal putte Vardalos uit haar eigen Griekse achtergrond en de stereotypen die daarbij horen. De film werd een onverwacht grote hit, die gemaakt met een budget van $5.000.000 wereldwijd uiteindelijk meer dan $350.000.000 genereerde. Vardalos kreeg dan ook toestemming om het verhaal voort te zetten in een televisieserie genaamd My Big Fat Greek Life, over de gebeurtenissen na de bruiloft uit de titel. Daarvan was ze wederom zowel schrijfster als hoofdrolspeelster. De serie werd niettemin na zeven afleveringen stopgezet.

## Filmografie (als actrice)
- I Hate Valentine's Day (2009)
- My Life in Ruins (2009)
- Connie and Carla (2004)
- My Big Fat Greek Wedding (2002)
- Meet Prince Charming (1999)
- Short Cinema (1998)
- Men Seeking Women (1997)
- No Experience Necessary (1996)
- My Big Fat Greek Wedding 2 (2016)
- Charming (2018), stem

## Televisieseries (als actrice)
Exclusief eenmalige gastrollen
- My Boys - Jo (2008, drie 22 afleveringen)
- My Big Fat Greek Life - Nia Portokalos (2003, zeven 22 afleveringen)
- Boy Meets World (1998-1999, twee 22 afleveringen)
- Team Knight Rider - Domino (1997-1998, 22 afleveringen)

## Scripts
- I Hate Valentine's Day (2009)
- Connie and Carla (2004)
- My Big Fat Greek Life (2003, televisieserie)
- My Big Fat Greek Wedding (2002)

## Privé
Vardalos trouwde in 1993 met film- en televisieacteur Ian Gomez (van onder meer vaste rollen in The Drew Carey Show en Felicity). Samen adopteerden ze in 2008 een dochtertje.
- Biblioteca Nacional de España: XX1668103
- Bibliothèque nationale de France: cb146321782 (data)
- Gemeinsame Normdatei: 130269298
- International Standard Name Identifier: 0000 0000 4517 0725
- Library of Congress Control Number: no2003014113
- MusicBrainz: 44972eb6-7170-46fd-b44b-f61877e368d5
- Bibliotheek van het Japanse parlement: 00919251
- Nationale Bibliotheek van Tsjechië: xx0144852
- Nationale Bibliotheek van Israël: 987007431663205171
- Nationale Bibliotheek van Polen: a0000002710167
- Nederlandse Thesaurus van Auteursnamen: 244448671
- Système universitaire de documentation: 161751288
- Virtual International Authority File: 2726376
- WorldCat: E39PBJppwHyxyV7YDK4MrCTyh3